# Democratische Arabische Socialistische Unie
De Democratische Arabische Socialistische Unie (Arabisch: لاتحاد الاشتراكي العربي الديمقراطي, Al-Ittihad Al-Ishtiraki Al-'Arabi Al-Dimuqratiy) is een nasseristische Arabisch socialistische oppositiepartij in Syrië.
De partij is een afsplitsing van de Arabische Socialistische Unie, een partij die loyaal is aan het Ba'ath-regime en als beloning hiervoor enkele zetels in het Syrische parlement heeft. De afsplitsing vond in 1973 plaats toen het de meerderheid van ASU duidelijk werd dat de regering niet van plan was de federatieve republiek bestaande uit Egypte en Syrië weer nieuw leven in te blazen. Deze meerderheid stond onder leiding van Jamal al-Atassi en richtte de Democratische Arabische Socialistische Unie (DASU) op. De partij geldt sinds het begin van haar bestaan als een van de felste tegenstanders van de regering van Damascus en in 1980 vond onder het impuls van de DASU de oprichting van de Nationale Democratische Vergadering plaats, een bundeling van links-nationalistische en Arabische socialistische oppositiepartijen. Tijdens de periode van liberalisering van het regime in 2000 en 2001 kon de DASU enige min of meer legale activiteiten ontplooien.
In 2011, aan het begin van de Syrische Burgeroorlog, sloot de DASU zich aan bij het gewapende verzet. Hassan Ismail Abdelazim, secretaris-generaal van de DASU werd aan het begin van de burgeroorlog op last van de Syrische regering opgepakt.
Sinds 2012 maakt de DASU deel uit van het Nationale Coördinatiecomité voor Democratische Verandering, een van de belangrijkste oppositieblokken. De partij is tegenstander van buitenlandse militaire interventie.

## Verwijzingen
1. ↑  De partij ziet zichzelf als de legitieme voortzetting van de ASU
2. ↑  Reporters without Borders: From Tripoli to Manama, no let-up in abuses against news media - 2 mei 2011. Gearchiveerd op 28 januari 2022.
3. ↑  The Carnegie Middle East Center: The Democratic Arab Socialist Union - 20 maart 2012